# Onthophagus minettii
Onthophagus minettii är en skalbaggsart som beskrevs av Moretto och Nicolas 2002. Onthophagus minettii ingår i släktet Onthophagus och familjen bladhorningar. Inga underarter finns listade i Catalogue of Life.